# Vilsund
Vilsund är ett 8 km långt sund i Limfjorden i Danmark.   Den ligger i Region Nordjylland, i den nordvästra delen av landet, 270 km nordväst om Köpenhamn. Det ligger mellan fjorddelarna Thisted Bredning i norr och Dragstrup Vig i söder. Det skiljer ön Mors från området Thy på sundets västra sida. I sundets norra del går Vilsundbroen mellan Mors och Thy.